# ワンハイブリッド法
ワンハイブリッド法（ワンハイブリッドほう、One-hybrid法）とは特異的なDNA配列とタンパク質間の相互作用を調べる分子生物学的手法の一つ。One-hybridとも呼ばれる。
ツーハイブリッド法 (Two-hybrid) と同様に酵母等の細胞内におけるレポーター遺伝子の発現を指標とし、特異的DNA配列（既知のおとり配列/bait）とタンパク質間の相互作用の有無あるいは強度を検定する。baitはレポーター遺伝子の上流に挿入し、任意のタンパク質は転写活性化因子との融合タンパク質として同時に発現させる。